# Данска на Светском првенству у атлетици у дворани 2016.
Данска је учествовала на 16. Светском првенству у атлетици у дворани 2016. одржаном у Портланду (САД) од 17. до 20. марта.  Репрезентацију Данске на њеном шеснаестом учествовању на светским првенствима у дворани, представљао је један атлетичар који се такмичио у трчању на 60 м са препонама.,
На овом првенству представник Данске није освојио неку медаљу нити је оборио неки рекорд.

## Учесници
Мушкарци:
- Андреас Мартинсен — 60 м препоне

## Резултати

### Мушкарци
| Атлетичар         | Дисциплина   | Лични рекорд | Квалификација | Квалификација | Полуфинале | Полуфинале | Финале               | Финале       | Детаљи |
| Атлетичар         | Дисциплина   | Лични рекорд | Резултат      | Место         | Резултат   | Место      | Резултат             | Место        | Детаљи |
| ----------------- | ------------ | ------------ | ------------- | ------------- | ---------- | ---------- | -------------------- | ------------ | ------ |
| Андреас Мартинсен | 60 м препоне | 7,69 НР      | 7,74          | 3. у гр. 2 КВ | 7,75       | 8. у пф. 2 | Није се квалификовао | 13 / 27 (28) |        |